# Paul Cagelet
Paul Cagelet est un acteur québécois. il est atteint d'achondroplasie ce qui explique sa petite taille de 1,32 m.
Le 10 novembre 2016, il est arrêté par la police de Montréal. Il est accusé d'avoir possédé et distribué de la pornographie juvénile entre juillet 2015 et novembre 2016. Il est actuellement en thérapie.[réf. nécessaire]

## Filmographie
- 1990 : Frontière du crime (Double Identity) (TV) : Smite
- 1990 : Une histoire inventée : Clement (Lago)
- 1991 : L'Îlot de Lili (série télévisée) : Lolo
- 1991 : Nelligan : Le nain
- 1992 : L'Automne sauvage : Paquet
- 1993 : Matusalem : Pirate serviteur
- 1993 : Cormoran (série télévisée) : Hans Helmut Osnabrück
- 1993 : Fais-moi peur ! (série télévisée) : Virus (L’Histoire du virus récalcitrant)
- 1998 : Le Volcan tranquille (série télévisée) : Julien Leroy
- 2002 : Galidor: Defenders of the Outer Dimension (série télévisée) : Colash
- 2002 : Matthew Blackheart: Monster Smasher (TV) : Young Glen
- 2002 : L'Odyssée d'Alice Tremblay
- 2003 : Déformation personnelle : L'Homme en lui
- 2005 : The Greatest Game Ever Played : Man Passing By
- 2006 : Steak : Le Professeur de Piano
- 2006 : François en série (série télévisée) : L'Homme en lui
- 2014 : Ces gars-là (série télévisée) : Lui-même